# 红土镇 (铜川市)
红土镇，是中华人民共和国陕西省铜川市印台区下辖的一个乡镇级行政单位。

## 行政区划
红土镇下辖以下地区：
红土街社区、金华山社区、东王村、孙家贬村、太和寺村、庞家河村、枣园村、周陵村、赵家塔村、金华山村、邵沟村、惠家沟村、坡石村、崾先村、肖家堡村、冯家塬村、北神沟村、甘草塬村、肖家河村和水沟村。